# Gen Shōji
Gen Shōji (jap. 昌子 源, Shōji Gen; * 11. Dezember 1992 in Kōbe, Präfektur Hyōgo) ist ein japanischer Fußballspieler.

## Karriere

### Verein
Shōji begann mit dem Fußball während seiner Grundschulzeit beim Verein Fresca Kōbe U-12, dann während der Mittelschule für Gamba Osaka Junior Youth und schließlich für die Mannschaft seiner Oberschule Yonago-Nord. 2011 wurde er vom Erstligisten Kashima Antlers verpflichtet und hatte sein Debütspiel am 24. März 2012 gegen Sanfrecce Hiroshima. Neben kleineren Wettbewerben konnte er am Ende der Saison 2016 das Double aus Meisterschaft und Pokal und 2018 den Sieg der AFC Champions League feiern.
Nach insgesamt acht Jahren im Verein wechselte Shoji am 4. Januar 2019 für eine Ablösesumme von 3 Millionen Euro und einem Vertrag bis 2022 zum französischen Erstligisten FC Toulouse.
Nach einem Jahr kehrte er wieder nach Japan zurück. Hier unterschrieb er einen Vertrag beim Erstligisten Gamba Osaka. Hier stand er bis Saisonende 2022 unter Vertrag. Für den Verein aus Suita bestritt er 71 Ligaspiele. Im Januar 2023 unterschrieb er einen Vertrag bei seinem ehemaligen Verein Kashima Antlers. Nach einer Spielzeit, in der er 21 Ligaspiele bestritt, wechselte er im Januar 2024 zum Erstligaaufsteiger FC Machida Zelvia.

### Nationalmannschaft
Am 30. März 2015 debütierte Shōji für die japanische Fußballnationalmannschaft im Testspiel gegen Usbekistan (5:1).
Er nahm an der Ostasienmeisterschaft 2017 teil, wo er im Gruppenspiel gegen China (2:1) sein bisher einziges Tor erzielen konnte. Bei der Weltmeisterschaft 2018 kam er in drei von vier Turnierspielen zum Einsatz.

## Erfolge
Kashima Antlers
- Japanischer Meister: 2016
- Japanischer Pokalsieger: 2016
- Japanischer Ligapokalsieger: 2011, 2012, 2015
- AFC-Champions-League-Sieger: 2018
- Copa-Suruga-Bank-Sieger: 2012, 2013
- Japanischer Supercup-Sieger: 2017